# Ailigandí
Ailigandí is een deelgemeente (corregimiento) van Gunayala in de provincie Gunayala in Panama. In 2015 was het inwoneraantal 14.700.